# 岩崎航
岩崎 航（いわさき わたる、1976年 - ）は日本の詩人。宮城県仙台市出身。本名は岩崎稔。

## 略歴
3歳頃に症状が現れ、翌年に進行性筋ジストロフィーと診断される。
25歳から詩を書き始める。
2006年、『五行歌集　青の航』を自主制作。2013年刊行の初詩集『点滴ポール 生き抜くという旗印』が糸井重里、谷川俊太郎、末井昭らに絶賛される。
現在は、胃ろうからの経管栄養と人工呼吸器を使用している。

## 詩集
- 『青の航 五行歌集』自悠工房、2006年 ISBN 9784903608006
- 第1詩集『点滴ポール 生き抜くという旗印』ナナロク社、2013年6月 ISBN 9784904292433
  - 写真：齋藤陽道
- 『岩崎航エッセイ集 日付の大きいカレンダー』ナナロク社、2015年11月 ISBN 9784904292631
  - 写真：齋藤陽道
- 『画詩集 いのちの花、希望のうた』ナナロク社、2018年6月 ISBN 9784904292815
  - 画：岩崎健一（実兄）写真：齋藤陽道
- 第2詩集『震えたのは』ナナロク社、2021年6月 ISBN 9784867320044

## 共編著
- 『病と障害と、傍らにあった本。』里山社、2020年10月 ISBN 9784907497125
- 『「死にたい」「消えたい」と思ったことがあるあなたへ（14歳の世渡り術）』河出書房新社、2020年11月 ISBN 9784309617275